# روي إيفانز (نقابي)
روي إيفانز (بالإنجليزية: Roy Evans)‏ هو نقابي بريطاني، ولد في 13 أغسطس 1931، وتوفي في 3 ديسمبر 2015.